# 山陽姫路駅
山陽姫路駅（さんようひめじえき）とは、兵庫県姫路市南町にある山陽電気鉄道本線の駅である。駅番号はSY 43。同線の終点。副駅名は山陽百貨店前。

## 概要
山陽姫路駅は2023年時点で開業から100年が経過したターミナル駅である。駅舎は山陽百貨店と一体になっており、同駅の管理会社である山陽電気鉄道の子会社が経営している。
JR西日本姫路駅は至近にあり、JRおでかけネットに接続交通機関として掲載されている。

## 歴史

### 年表
- 1923年（大正12年）8月19日：神戸姫路電気鉄道開業と同時に姫路駅前駅として設置[1][2]。
- 1924年（大正13年）2月3日：最初の駅から200 m東に移転[1][2]。
- 1927年（昭和2年）4月1日：神戸姫路電気鉄道が宇治川電気により合併され、同社の駅となる。
- 1933年（昭和8年）6月6日：宇治川電気の鉄道部門が分離され、山陽電気鉄道の駅となる。
- 1943年（昭和18年）11月20日：電鉄姫路駅（でんてつひめじ）に改称[1][2]。
- 1946年（昭和21年）：戦災で焼失した駅舎を再建[1][2]。木造モルタル造り2階建てで、正面にはアーチ形の看板建築のような装飾が設けられていた。
- 1954年（昭和29年）
  - 4月20日：高架化により100m西側（大手前通りの西側）へ移転[1][2]。高架化に当たっては、地平の旧線の北隣に高架ホームを造る手法が採られた。
  - 12月7日：高架化完成[2]。
- 1990年（平成2年）12月8日：山陽百貨店1階にあった駅施設(券売機等)を2階に移設[1][2]。
- 1991年（平成3年）4月7日：山陽姫路駅（さんようひめじ）に改称[1][2]。
- 2006年（平成18年）
  - 3月26日：JR西日本の高架工事の関係で当駅 - 手柄間を運休、バスによる振り替え輸送を実施。
  - 3月27日：始発電車より普通車を1・2番線に、直通特急・特急を3・4番線に発着番線を変更。
- 2012年（平成24年）5月9日：列車運行管理システム「SANTICS（サンティクス）」の更新に伴い、塩塚博作曲の駅メロディを導入[6]。
- 2013年（平成25年）6月15日：ピオレ姫路とキャスパ（山陽姫路駅ビル）を2階で結ぶ長さ114メートル、幅5メートルの眺望・連絡デッキが開通[7][8][9][10]。同年12月12日、サンクンガーデンは「キャッスルガーデン」に、眺望デッキは「キャッスルビュー」と愛称が決定された[11]。

## 駅構造
山陽百貨店の2階に頭端式ホーム4面4線を持つ高架駅である。改札口はホーム頭端部に1ヶ所ある。
2006年までは、当駅を出てしばらくすると山陽電鉄が地上を走るJR線在来線を高架で越えていたが、JR姫路駅の連続立体交差事業に伴っていわゆる「逆立体化工事」、すなわちJR線が高架線になる一方で山陽電鉄が駅を出てすぐ地上に降りるという形に変更する工事が行われた。この工事は2006年3月26日に旧播但線（飾磨港線）の跡地を使って行われ、この時は当駅 - 手柄間の列車を運休した。

### のりば
| 番線 | 路線 | 方向 | 行先                                         | 備考                 |
| ---- | ---- | ---- | -------------------------------------------- | -------------------- |
| 1・2 | 本線 | 上り | 飾磨・山陽明石・神戸三宮・尼崎・大阪梅田方面 | 主に■普通            |
| 3・4 | 本線 | 上り | 飾磨・山陽明石・神戸三宮・尼崎・大阪梅田方面 | 主に■直通特急・■特急 |

付記事項
- 4番線以外は両側をホームに挟まれている。ホームの並びは、北から、1番線降車用（単式）、1番線乗車及び2番線降車用、2・3番線乗車用、3番線降車用及び4番線（以上島式）となっている。ただし、現在1 - 3番線にある降車ホームは全く使用されていないため、実質的に3面4線のみが使用されている。
- 2006年3月25日の線路切替工事までは現在とは逆に、1・2番線に特急系統、3・4番線に普通車が発着していた。これは当時の駅西側の線形では3・4番線ホームに6連の有効長を確保できなかったため。さらにそれ以前の1・2番線のホームが6連対応に延伸されるまでは、現在と同様に3・4番線が特急、1・2番線が普通車（当時運転されていた網干行直通電車を含む）となっていた他、4番線にも降車ホームが存在していた（現在は改札外となっている）。
- 駅入口には、「大阪 三宮 明石ゆき山陽電車のりば」の下に、「つぎの特急は」の案内で特急の発車時刻と行先を表示する電光掲示板が設置されている。また、コンコースには発車標も設置されている。
- 阪神なんば線の開業により、当駅からは近鉄奈良駅、さらには近鉄名古屋駅、賢島駅までがレールでつながることになった。現在は山陽姫路駅からの列車は尼崎駅まで、近鉄名古屋駅・賢島駅からの列車は大阪難波駅までの運行で、直通列車こそ設定されていないが、これらの区間の直通運転も理論上は可能となっている。しかし、山陽電鉄と近鉄の両方に乗り入れ可能な車両は阪神の1000系と9000系のみであり、山陽車は近鉄への、近鉄車は山陽への乗り入れは不可能である[注釈 1]。阪神電車方面との連絡乗車券は、最も遠くても大阪梅田駅もしくは大阪難波駅までしか発売されていない[注釈 2]。
- 2012年5月9日より列車運行管理システム「SANTICS（サンティクス）」の更新に伴い、塩塚博が作曲した停車列車接近メロディ「大切なもの」と当駅のみの発車メロディ「プリンセスサンバ」が導入されたが、他の駅メロディが導入された駅と違い、停車列車入線時の駅メロディ「花氷」は流れない。なお、駅メロディの他に発車ベルも同時に鳴る[注釈 3]。
- 夜間停泊設定駅であり、4番線には直通特急充当車の6両編成が、1番線には4両編成が夜間留置されている。
- 2番線から発車する直通特急が平日早朝と夜に各1本、3番線から発車する普通車が平日早朝に1本設定されている。

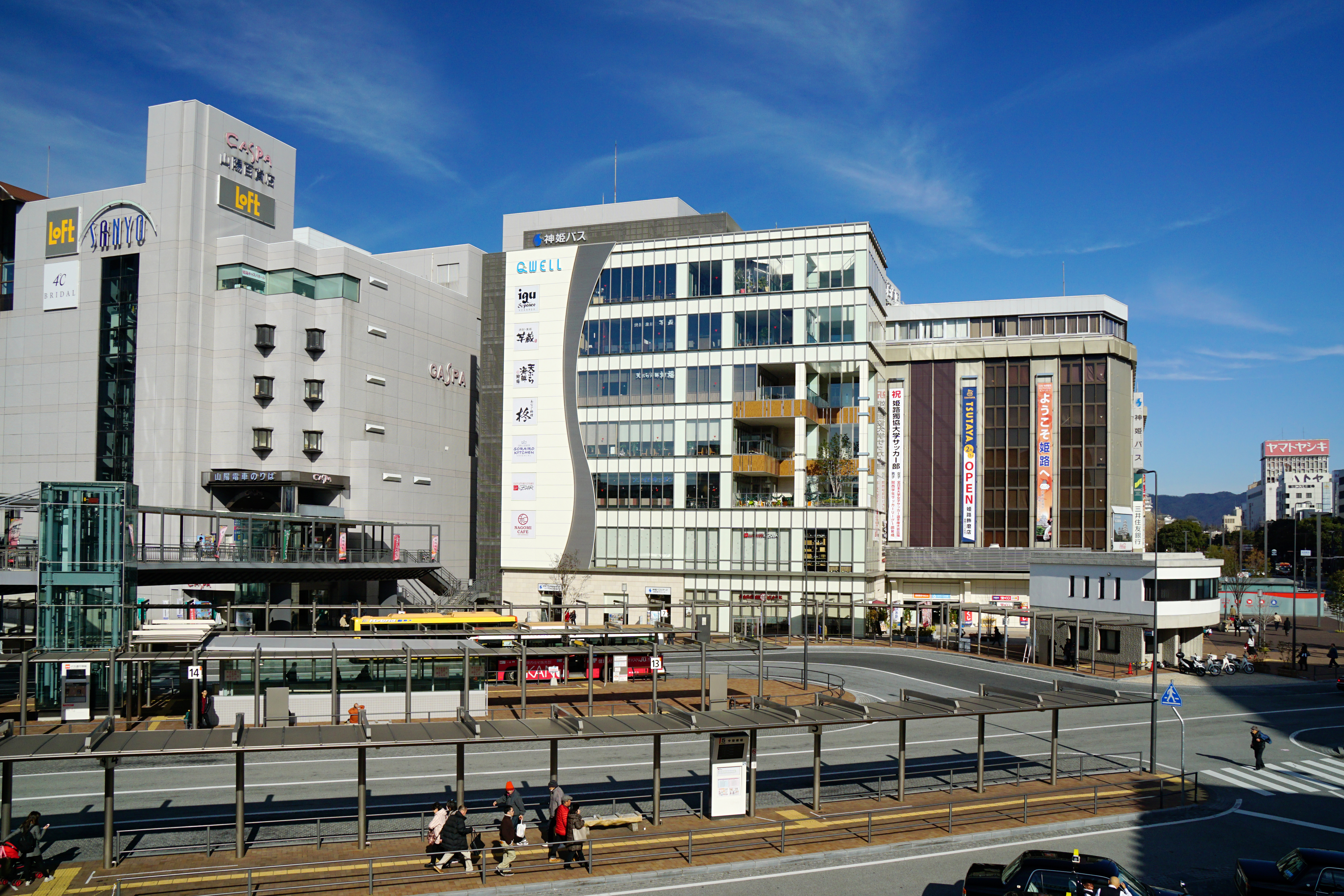
JR姫路駅と直結するペデストリアンデッキ、駅前神姫バスターミナル
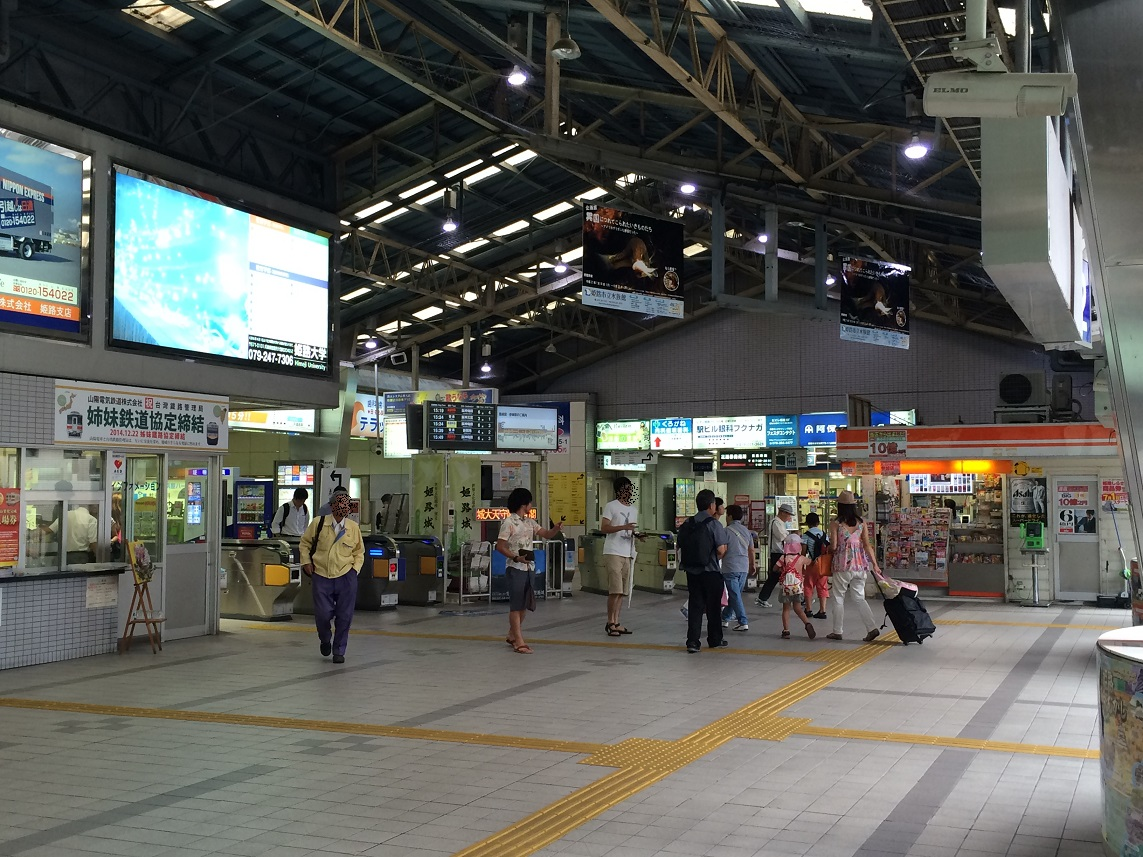
改札口
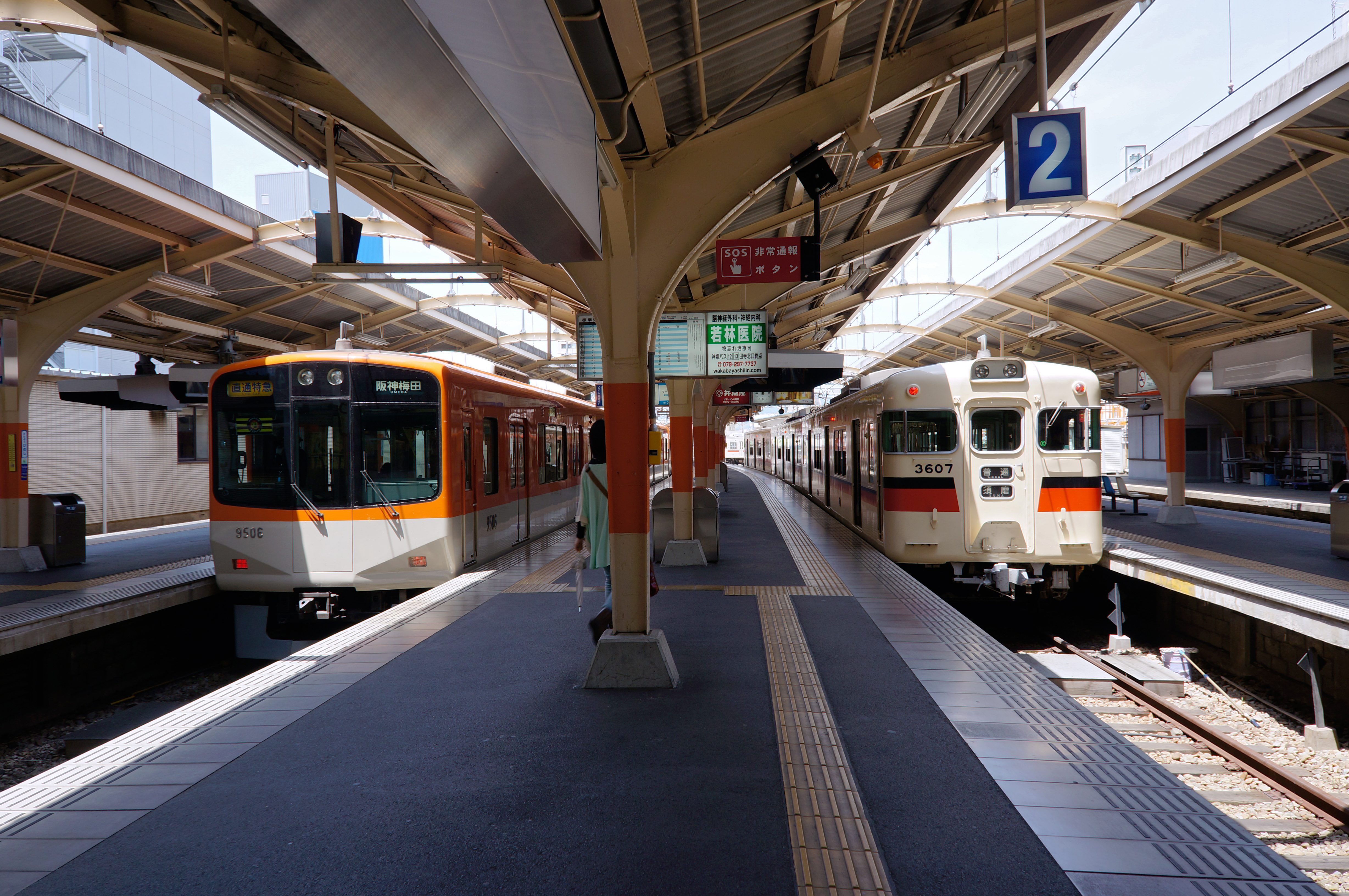
プラットホーム

## 利用状況
2019年度の1日平均乗降客数は24,079人である。
以下に各年の利用状況を示す。
| 年度 | 年度 | 乗車人員総数 | 乗車人員総数 | 乗車人員総数 | 内 定期利用者数 | 内 定期利用者数 | 内 定期利用者数 | 内 定期利用者数 | 出典     | 出典      | 出典     | 出典     | 出典     | 出典      |
| 西暦 | 和暦 | 人/日        | 増減         | 順位         | 人/日           | 増減            | 利用率          | 順位            | 神       | 明        | 播       | 加       | 高       | 姫        |
| ---- | ---- | ------------ | ------------ | ------------ | --------------- | --------------- | --------------- | --------------- | -------- | --------- | -------- | -------- | -------- | --------- |
|      | 昭和 |              |              |              |                 |                 |                 |                 |          |           |          |          |          |           |
| 1953 | S28  | 17,671       |              |              |                 |                 |                 |                 |          |           |          |          |          | [ 姫 1 ]  |
| 1954 | S29  | 18,508       | 4.74%        |              |                 |                 |                 |                 |          |           |          |          |          | [ 姫 2 ]  |
| 1955 | S30  |              |              |              |                 |                 |                 |                 |          |           |          |          |          |           |
| 1956 | S31  |              |              |              |                 |                 |                 |                 |          |           |          |          |          |           |
| 1957 | S32  | 24,064       |              |              |                 |                 |                 |                 |          |           |          |          |          | [ 姫 3 ]  |
| 1958 | S33  | 23,729       | -1.39%       |              |                 |                 |                 |                 |          |           |          |          |          | [ 姫 3 ]  |
| 1959 | S34  | 25,732       | 8.44%        |              |                 |                 |                 |                 |          |           |          |          |          | [ 姫 4 ]  |
| 1960 | S35  | 29,264       | 13.72%       |              |                 |                 |                 |                 |          |           |          |          |          | [ 姫 5 ]  |
| 1961 | S36  | 32,359       | 10.58%       |              |                 |                 |                 |                 |          |           |          |          |          | [ 姫 6 ]  |
| 1962 | S37  | 33,355       | 3.08%        |              |                 |                 |                 |                 |          |           |          |          |          | [ 姫 7 ]  |
| 1963 | S38  | 32,907       | -1.34%       |              |                 |                 |                 |                 |          |           |          |          |          | [ 姫 8 ]  |
| 1964 | S39  | 34,173       | 3.85%        |              |                 |                 |                 |                 |          |           |          |          |          | [ 姫 9 ]  |
| 1965 | S40  | 34,523       | 1.03%        |              |                 |                 |                 |                 |          |           |          |          |          | [ 姫 10 ] |
| 1966 | S41  | 34,244       | -0.81%       |              |                 |                 |                 |                 |          |           |          |          |          | [ 姫 11 ] |
| 1967 | S42  | 34,166       | -0.23%       |              |                 |                 |                 |                 |          |           |          |          |          | [ 姫 11 ] |
| 1968 | S43  | 33,277       | -2.60%       |              |                 |                 |                 |                 |          |           |          |          |          | [ 姫 12 ] |
| 1969 | S44  | 36,659       | 10.16%       |              |                 |                 |                 |                 |          |           |          |          |          | [ 姫 13 ] |
| 1970 | S45  | 35,865       | -2.17%       |              |                 |                 |                 |                 |          |           |          |          |          | [ 姫 14 ] |
| 1971 | S46  | 34,945       | -2.56%       |              |                 |                 |                 |                 |          |           |          |          |          | [ 姫 15 ] |
| 1972 | S47  | 34,000       | -2.71%       |              |                 |                 |                 |                 |          |           |          |          |          | [ 姫 16 ] |
| 1973 | S48  | 32,111       | -5.56%       |              |                 |                 |                 |                 |          |           |          |          |          | [ 姫 16 ] |
| 1974 | S49  | 32,083       | -0.09%       |              |                 |                 |                 |                 |          |           |          |          |          | [ 姫 17 ] |
| 1975 | S50  | 31,032       | -3.28%       |              |                 |                 |                 |                 |          |           |          |          |          | [ 姫 18 ] |
| 1976 | S51  | 26,706       | -13.94%      |              |                 |                 |                 |                 |          |           |          |          |          | [ 姫 19 ] |
| 1977 | S52  | 26,287       | -1.57%       |              |                 |                 |                 |                 |          |           |          |          |          | [ 姫 20 ] |
| 1978 | S53  | 24,785       | -5.71%       | 1/48         |                 |                 |                 |                 | [ 神 1 ] | [ 明 1 ]  | [ 播 1 ] | [ 加 1 ] | [ 高 1 ] | [ 姫 20 ] |
| 1979 | S54  | 24,242       | -2.19%       | 1/48         | 13,798          |                 | 56.92%          |                 | [ 神 1 ] | [ 明 2 ]  | [ 播 1 ] | [ 加 1 ] | [ 高 1 ] | [ 姫 21 ] |
| 1980 | S55  | 23,966       | -1.14%       | 1/48         | 13,645          | -1.11%          | 56.94%          |                 | [ 神 1 ] | [ 明 3 ]  | [ 播 1 ] | [ 加 1 ] | [ 高 1 ] | [ 姫 21 ] |
| 1981 | S56  | 23,487       | -2.00%       | 1/48         | 12,972          | -4.93%          | 55.23%          |                 | [ 神 1 ] | [ 明 4 ]  | [ 播 2 ] | [ 加 2 ] | [ 高 1 ] | [ 姫 21 ] |
| 1982 | S57  | 23,306       | -0.77%       | 1/48         | 13,051          | 0.61%           | 56.00%          |                 | [ 神 2 ] | [ 明 5 ]  | [ 播 2 ] | [ 加 2 ] | [ 高 2 ] | [ 姫 21 ] |
| 1983 | S58  | 22,963       | -1.47%       | 1/48         | 12,821          | -1.76%          | 55.83%          |                 | [ 神 2 ] | [ 明 5 ]  | [ 播 2 ] | [ 加 2 ] | [ 高 3 ] | [ 姫 21 ] |
| 1984 | S59  | 22,709       | -1.11%       | 1/48         | 12,739          | -0.64%          | 56.10%          |                 | [ 神 2 ] | [ 明 5 ]  | [ 播 2 ] | [ 加 2 ] | [ 高 3 ] | [ 姫 22 ] |
| 1985 | S60  | 23,873       | 5.13%        | 1/48         | 13,964          | 9.61%           | 58.49%          |                 | [ 神 2 ] | [ 明 5 ]  | [ 播 2 ] | [ 加 2 ] | [ 高 3 ] | [ 姫 22 ] |
| 1986 | S61  | 23,624       | -1.04%       | 1/48         | 13,805          | -1.13%          | 58.44%          |                 | [ 神 2 ] | [ 明 5 ]  | [ 播 2 ] | [ 加 3 ] | [ 高 3 ] | [ 姫 22 ] |
| 1987 | S62  | 22,700       | -3.91%       | 1/48         | 13,230          | -4.17%          | 58.28%          |                 | [ 神 3 ] | [ 明 6 ]  | [ 播 2 ] | [ 加 3 ] | [ 高 3 ] | [ 姫 22 ] |
| 1988 | S63  | 22,596       | -0.46%       | 1/48         | 13,313          | 0.62%           | 58.92%          |                 | [ 神 3 ] | [ 明 6 ]  | [ 播 2 ] | [ 加 3 ] | [ 高 3 ] | [ 姫 23 ] |
|      | 平成 |              |              |              |                 |                 |                 |                 |          |           |          |          |          |           |
| 1989 | H01  | 22,008       | -2.60%       |              | 12,912          | -3.01%          | 58.67%          |                 | [ 神 3 ] | [ 明 6 ]  | [ 播 2 ] | [ 加 3 ] | [ 高 4 ] | [ 姫 23 ] |
| 1990 | H02  | 21,675       | -1.51%       | 1/48         | 12,724          | -1.45%          | 58.70%          |                 | [ 神 3 ] | [ 明 6 ]  | [ 播 3 ] | [ 加 3 ] | [ 高 4 ] | [ 姫 23 ] |
| 1991 | H03  | 21,764       | 0.41%        |              | 12,578          | -1.15%          | 57.79%          |                 | [ 神 3 ] | [ 明 7 ]  | [ 播 3 ] | [ 加 4 ] | [ 高 4 ] | [ 姫 23 ] |
| 1992 | H04  | 21,082       | -3.13%       | 1/48         | 12,283          | -2.34%          | 58.26%          |                 | [ 神 4 ] | [ 明 7 ]  | [ 播 4 ] | [ 加 4 ] | [ 高 4 ] | [ 姫 23 ] |
| 1993 | H05  | 20,838       | -1.16%       | 1/48         | 11,984          | -2.44%          | 57.51%          |                 | [ 神 4 ] | [ 明 7 ]  | [ 播 4 ] | [ 加 4 ] | [ 高 5 ] | [ 姫 24 ] |
| 1994 | H06  | 19,852       | -4.73%       | 2/48         | 11,426          | -4.65%          | 57.56%          |                 | [ 神 4 ] | [ 明 7 ]  | [ 播 4 ] | [ 加 4 ] | [ 高 5 ] | [ 姫 24 ] |
| 1995 | H07  | 19,435       | -2.10%       | 2/48         | 10,997          | -3.76%          | 56.58%          |                 | [ 神 4 ] | [ 明 7 ]  | [ 播 4 ] | [ 加 5 ] | [ 高 5 ] | [ 姫 24 ] |
| 1996 | H08  | 18,998       | -2.25%       | 2/48         | 10,768          | -2.08%          | 56.68%          |                 | [ 神 4 ] | [ 明 8 ]  | [ 播 4 ] | [ 加 5 ] | [ 高 5 ] | [ 姫 24 ] |
| 1997 | H09  | 18,436       | -2.96%       | 2/48         | 10,481          | -2.67%          | 56.85%          |                 | [ 神 5 ] | [ 明 8 ]  | [ 播 4 ] | [ 加 5 ] | [ 高 6 ] | [ 姫 24 ] |
| 1998 | H10  | 17,696       | -4.02%       | 2/48         | 10,099          | -3.64%          | 57.07%          |                 | [ 神 5 ] | [ 明 8 ]  | [ 播 4 ] | [ 加 5 ] | [ 高 6 ] | [ 姫 25 ] |
| 1999 | H11  | 16,528       | -6.60%       | 2/48         | 9,434           | -6.59%          | 57.08%          |                 | [ 神 5 ] | [ 明 8 ]  | [ 播 4 ] | [ 加 5 ] | [ 高 6 ] | [ 姫 25 ] |
| 2000 | H12  | 15,529       | -6.04%       | 2/48         | 8,818           | -6.53%          | 56.78%          |                 | [ 神 5 ] | [ 明 8 ]  | [ 播 4 ] | [ 加 6 ] | [ 高 6 ] | [ 姫 25 ] |
| 2001 | H13  | 14,949       | -3.74%       | 2/48         | 8,346           | -5.36%          | 55.83%          |                 | [ 神 5 ] | [ 明 9 ]  | [ 播 5 ] | [ 加 6 ] | [ 高 6 ] | [ 姫 25 ] |
| 2002 | H14  | 14,294       | -4.38%       | 2/48         | 7,929           | -4.99%          | 55.47%          |                 | [ 神 6 ] | [ 明 9 ]  | [ 播 5 ] | [ 加 6 ] | [ 高 6 ] | [ 姫 25 ] |
| 2003 | H15  | 13,905       | -2.72%       | 2/48         | 7,575           | -4.47%          | 54.47%          |                 | [ 神 6 ] | [ 明 9 ]  | [ 播 5 ] | [ 加 6 ] | [ 高 6 ] | [ 姫 26 ] |
| 2004 | H16  | 13,591       | -2.26%       | 2/49         | 7,363           | -2.80%          | 54.17%          |                 | [ 神 6 ] | [ 明 9 ]  | [ 播 5 ] | [ 加 6 ] | [ 高 7 ] | [ 姫 26 ] |
| 2005 | H17  | 13,480       | -0.82%       | 2/49         | 7,285           | -1.06%          | 54.04%          |                 | [ 神 6 ] | [ 明 9 ]  | [ 播 5 ] | [ 加 7 ] | [ 高 7 ] | [ 姫 26 ] |
| 2006 | H18  | 13,622       | 1.05%        | 2/49         | 7,374           | 1.22%           | 54.13%          |                 | [ 神 6 ] | [ 明 10 ] | [ 播 5 ] | [ 加 7 ] | [ 高 7 ] | [ 姫 26 ] |
| 2007 | H19  | 13,761       | 1.02%        | 2/49         | 7,470           | 1.31%           | 54.28%          |                 | [ 神 7 ] | [ 明 10 ] | [ 播 6 ] | [ 加 7 ] | [ 高 7 ] | [ 姫 26 ] |
| 2008 | H20  | 13,942       | 1.31%        | 2/49         | 7,556           | 1.16%           | 54.20%          |                 | [ 神 7 ] | [ 明 10 ] | [ 播 6 ] | [ 加 7 ] | [ 高 7 ] | [ 姫 27 ] |
| 2009 | H21  | 13,288       | -4.69%       | 2/49         | 7,292           | -3.49%          | 54.88%          |                 | [ 神 7 ] | [ 明 10 ] | [ 播 6 ] | [ 加 7 ] | [ 高 7 ] | [ 姫 27 ] |
| 2010 | H22  | 13,238       | -0.38%       | 2/49         | 7,358           | 0.90%           | 55.58%          |                 | [ 神 7 ] | [ 明 10 ] | [ 播 6 ] | [ 加 8 ] | [ 高 7 ] | [ 姫 27 ] |
| 2011 | H23  | 13,313       | 0.56%        | 2/49         | 7,468           | 1.49%           | 56.10%          |                 | [ 神 7 ] | [ 明 11 ] | [ 播 6 ] | [ 加 8 ] | [ 高 8 ] | [ 姫 27 ] |
| 2012 | H24  | 13,273       | -0.30%       | 2/49         | 7,478           | 0.13%           | 56.34%          |                 | [ 神 8 ] | [ 明 11 ] | [ 播 6 ] | [ 加 8 ] | [ 高 8 ] | [ 姫 27 ] |
| 2013 | H25  | 13,791       | 3.90%        | 2/49         | 7,723           | 3.28%           | 56.00%          |                 | [ 神 8 ] | [ 明 11 ] | [ 播 7 ] | [ 加 8 ] | [ 高 8 ] | [ 姫 28 ] |
| 2014 | H26  | 13,703       | -0.63%       | 2/49         | 7,735           | 0.16%           | 56.45%          |                 | [ 神 8 ] | [ 明 11 ] | [ 播 7 ] | [ 加 9 ] | [ 高 8 ] | [ 姫 28 ] |
| 2015 | H27  | 14,206       | 3.67%        | 1/49         | 7,854           | 1.53%           | 55.28%          |                 | [ 神 8 ] | [ 明 11 ] | [ 播 7 ] | [ 加 9 ] | [ 高 8 ] | [ 姫 28 ] |
| 2016 | H28  | 14,185       | -0.15%       | 2/49         | 7,914           | 0.77%           | 55.79%          |                 | [ 神 8 ] | [ 明 12 ] | [ 播 7 ] | [ 加 9 ] | [ 高 8 ] | [ 姫 28 ] |
| 2017 | H29  | 14,540       | 2.50%        | 2/49         | 8,222           | 3.88%           | 56.55%          | 2/49            | [ 神 9 ] | [ 明 12 ] | [ 播 7 ] | [ 加 9 ] | [ 高 8 ] | [ 姫 28 ] |
| 2018 | H30  | 14,948       | 2.81%        | 2/49         | 8,539           | 3.86%           | 57.13%          | 2/49            | [ 神 9 ] | [ 明 12 ] | [ 播 8 ] | [ 加 9 ] | [ 高 9 ] | [ 姫 29 ] |
|      | 令和 |              |              |              |                 |                 |                 |                 |          |           |          |          |          |           |
| 2019 | R01  | 15,150       | 1.63%        |              | 8,795           | 3.28%           | 58.05%          |                 |          |           |          |          |          | [ 姫 30 ] |
| 2020 | R02  | 11,755       | -22.62%      |              | 7,748           | -12.15%         | 65.91%          |                 |          |           |          |          |          | [ 姫 30 ] |
| 2021 | R03  | 12,190       | 3.70%        |              | 7,853           | 1.36%           | 64.42%          |                 |          |           |          |          |          | [ 姫 30 ] |
| 2022 | R04  | 13,579       | 10.23%       |              | 8,208           | 4.32%           | 60.44%          |                 |          |           |          |          |          | [ 姫 30 ] |
| 2023 | R05  |              |              |              |                 |                 |                 |                 |          |           |          |          |          |           |
| 2024 | R06  |              |              |              |                 |                 |                 |                 |          |           |          |          |          |           |

## 駅周辺
同駅と一体になっている山陽百貨店は、1953年に本館ができ、1962年までに複数回の増築が行われた。設立当時は山陽電気鉄道と神姫バスの共同出資であった。1991年にはキャスパが開業した。
また、姫路駅前バスターミナルも併設されている。

### その他の施設
- MOLTIひめじ[13]
- 西日本旅客鉄道（JR西日本）姫路駅
  - ピオレ姫路
  - プリエ姫路
  - 姫路駅フェスタ
- グランフェスタ（地下街）
- ボンマルシェ姫路店（銀ビルストアー）
- 大手前通り
- みゆき通り
  - 兵庫県姫路赤十字血液センター 姫路駅前通出張所（姫路みゆき通献血ルーム）
- 姫路市文化コンベンションセンター
（アクリエひめじ）
- 兵庫県立はりま姫路総合医療センター
- 姫路城
- 姫路城西御屋敷跡庭園「好古園」
- 兵庫県立歴史博物館
- 姫路文学館
- 姫路市立美術館
- 日本城郭研究センター
  - 姫路市立城内図書館
- 姫路市民会館
- 大劇シネマ

## 隣の駅
山陽電気鉄道
 本線
■特急・■直通特急
飾磨駅 (SY 40) - 山陽姫路駅 (SY 43)
■S特急（東二見駅まで各駅に停車）・■普通
手柄駅 (SY 42) - 山陽姫路駅 (SY 43)